# أندريه ويكفيلد
أندريه ويكفيلد (بالإنجليزية: Andre Wakefield)‏ مواليد 1955 في شيكاغو، هو مدرب كرة سلة أمريكي ولاعب سابق. بدأ مسيرته الاحترافية في سنة 1978. تم اختياره من قبل فريق فينيكس صنز خلال الدرافت. يبلغ طوله 6 قدم 3 بوصة (1.9 م). اعتزل اللعب في 1979.

## المسيرة الاحترافية
لعب مع شيكاغو بولز في سنة 1978، ثم لعب مع ديترويت بيستونز في موسم 1978–1979، ثم لعب مع يوتا جاز في سنة 1979.

## روابط خارجية
- أندريه ويكفيلد على موقع إن بي أي (الإنجليزية)
- أندريه ويكفيلد على موقع سبورتس رفرنس (الإنجليزية)
- أندريه ويكفيلد على موقع كلية كرة السلة في سبورتس رفرنس.كوم (الإنجليزية)
- أندريه ويكفيلد على موقع ريلجم (الإنجليزية)
- أندريه ويكفيلد على موقع بروبوليرز (الإنجليزية)